# Francis Poulenc

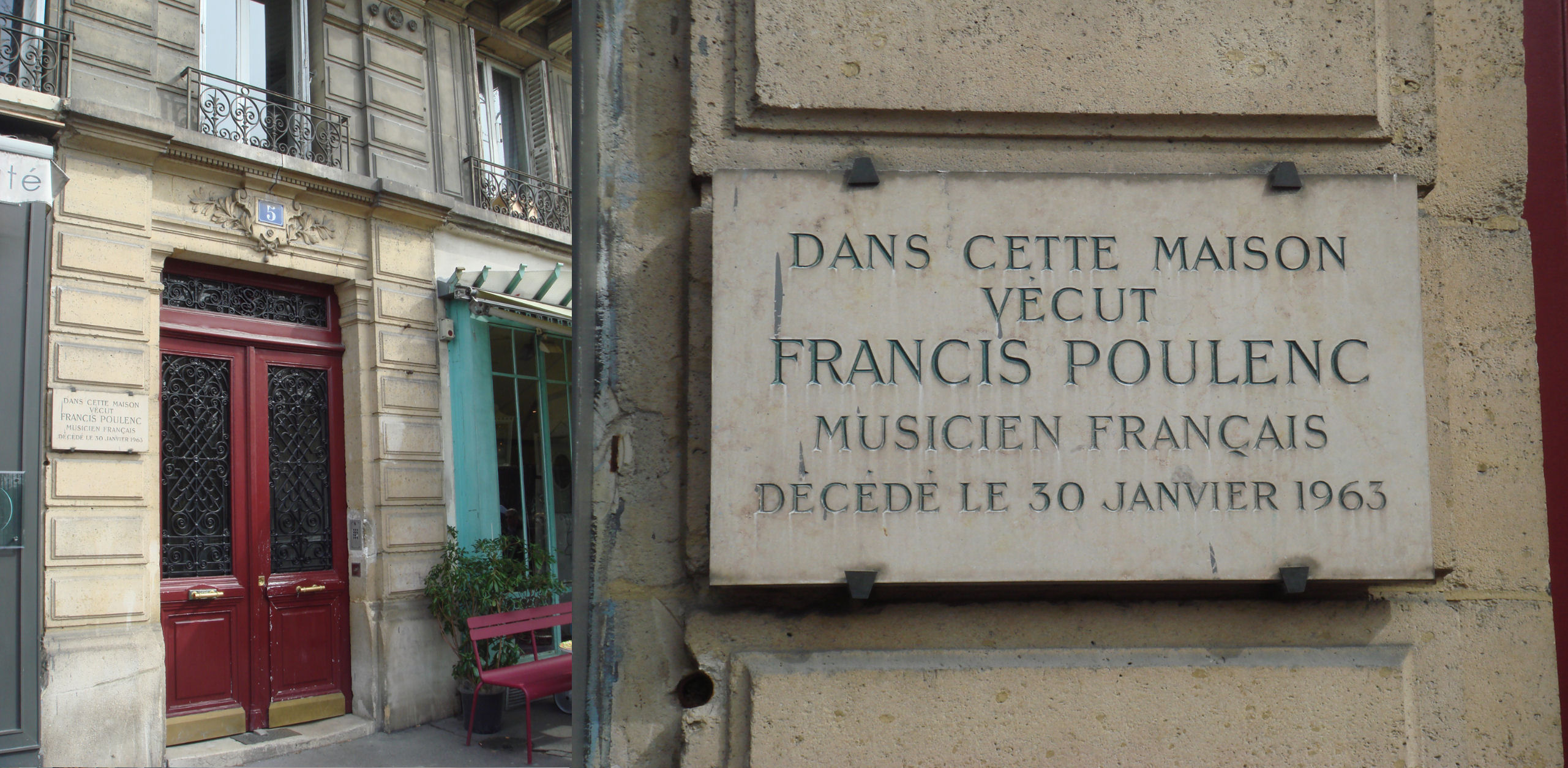
Placa commemorativa en honor de Francis Poulenc situada a la ciutat de París.

Francis Poulenc (París, 7 de gener de 1899 - 30 de gener de 1963) fou un compositor francès. Va ser un dels membres del Grup dels Sis, amb Darius Milhaud, Georges Auric, Arthur Honegger, Louis Durey i Germaine Tailleferre. Va englobar els ideals del grup, almenys tal com els va formular Cocteau, i també va ser el més compromès amb l'esperit original de la formació.
Poulenc va néixer en una família parisenca acomodada i va créixer al centre de la ciutat, a prop del palau de l'Elisi. El seu pare posseïa la gran empresa farmacèutica de Rhône-Poulenc i la seva mare provenia d'una llarga línia dels parisencs nadius. Poulenc estimà tota la vida París per la seva elegància i energia. Amb només set anys, ja componia peces curtes, i la seva mare, dedicada a la música, encoratjà la seva precoç ambició de tocar el piano. Continuà estudiant aquest instrument de forma més seriosa amb Ricard Viñes, el qual el presentà a Satie, Casella i Auric. Un cop obtingué el diploma al Lycée Condorcet i feu el servei militar durant tres anys, Poulenc estudià amb Koechlin.
Com els altres compositors del Grup dels Sis, Poulenc rebutjà el gust contemporani pel Romanticisme i l'Impressionisme i es pronuncia en favor d'un estil popular i ple d'esperit del music-hall, tot adoptant Satie i Cocteau com a mestres estètics i espirituals. Malgrat el seu entusiasme inicial pels compositors radicals i rebels de París, i tot i que va fer per ser a Viena el 1921 per trobar-se amb Schönberg, el mateix Poulenc era essencialment un tradicionalista, encara que amb enginy i una sana ratxa d'irreverència. Admirava molt la poesia, en particular la de Guillaume Apollinaire, Max Jacob i Paul Éluard, i acompanyà Pierre Bernac en els seus nombrosos recitals amb melodies sobre els seus poemes, a la fi dels anys trenta.
Les composicions de Poulenc reflecteixen una honestedat i un sentit de la invenció espontània i testimonien sempre una gran independència d'esperit.

## Obres
D'entre les obres de Poulenc cal destacar:
- Les òperes: 
  - Les Mamelles de Tirésias de 1947
  - Dialogues des Carmélites de 1957
  - La Voix humaine de 1959. Estrenada a Paris el 6 de febrer de 1959 a l'Opera-Comique (Salle Favart). Estrenada a Barcelona el 21 de desembre de 1965 al Gran Teatre del Liceu. Estrenada a Buenos Aires per Teodoro Fuchs.
- Obres religioses: Litanies à la vierge noire, de 1936, un Gloria, un Stabat Mater, ambdós per a soprano, cor mixt i orquestra.
- Ballets: Les Biches, de 1924.
- Peces per a piano, entre les quals cal esmentar el concert per a piano i orquestra conegut com a "Concert núm. 1", que l'autor anomenava en privat, per raons desconegudes, el Concerto casquette.
- Música per a la història de Babar l'elefant, per a locutor i piano (posteriorment orquestrada per Jean Françaix).
- El concert per a orgue, orquestra de corda i timbales, un concert per a piano, un concert per a dos pianos, el Concert champêtre per a clavecí i orquestra.
- Música de cambra, entre la qual cal esmentar la Sonata per a clarinet i piano (1962), la Sonata per a flauta i piano (1957), el Sextet per a piano i instruments de vent.
- Fiançailles pour rire, cicle de cançons.
- Nombroses peces profanes i religioses per a cor mixt a cappella: set cançons sobre textos de Guillaume Apollinaire i Paul Eluard, un soir de neige, Chansons françaises sobre textos anònims de l'edat mitjana, Chansons à boire, quatre petites prières de saint François d'Assise per a cor masculí, Petites voix per a cor d'infants, una missa en sol major i diversos motets.